# Biomas do Piauí

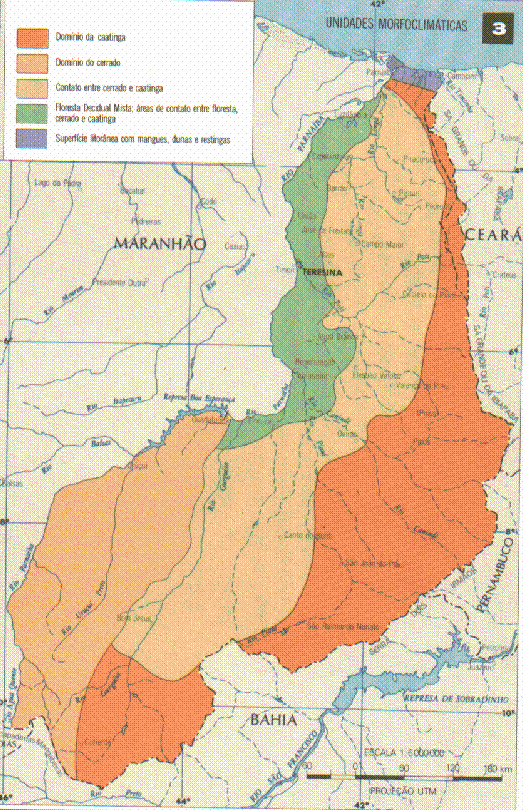
Mapa da distribuição dos biomas brasileiros.

O Piauí é considerado uma área de transição entre a Caatinga e a Mata dos Cocais. O Estado conta, portanto, quatro tipos de formações vegetais: Manguezais, Caatinga, Cerrado e a Mata dos Cocais. 

## Manguezais
Presença forte nos litorais, é a formação vegetal de menor presença no Piauí. É desenvolvido em solo salino e em ambientes inundados e com baixa presença de oxigênio.

## Caatinga

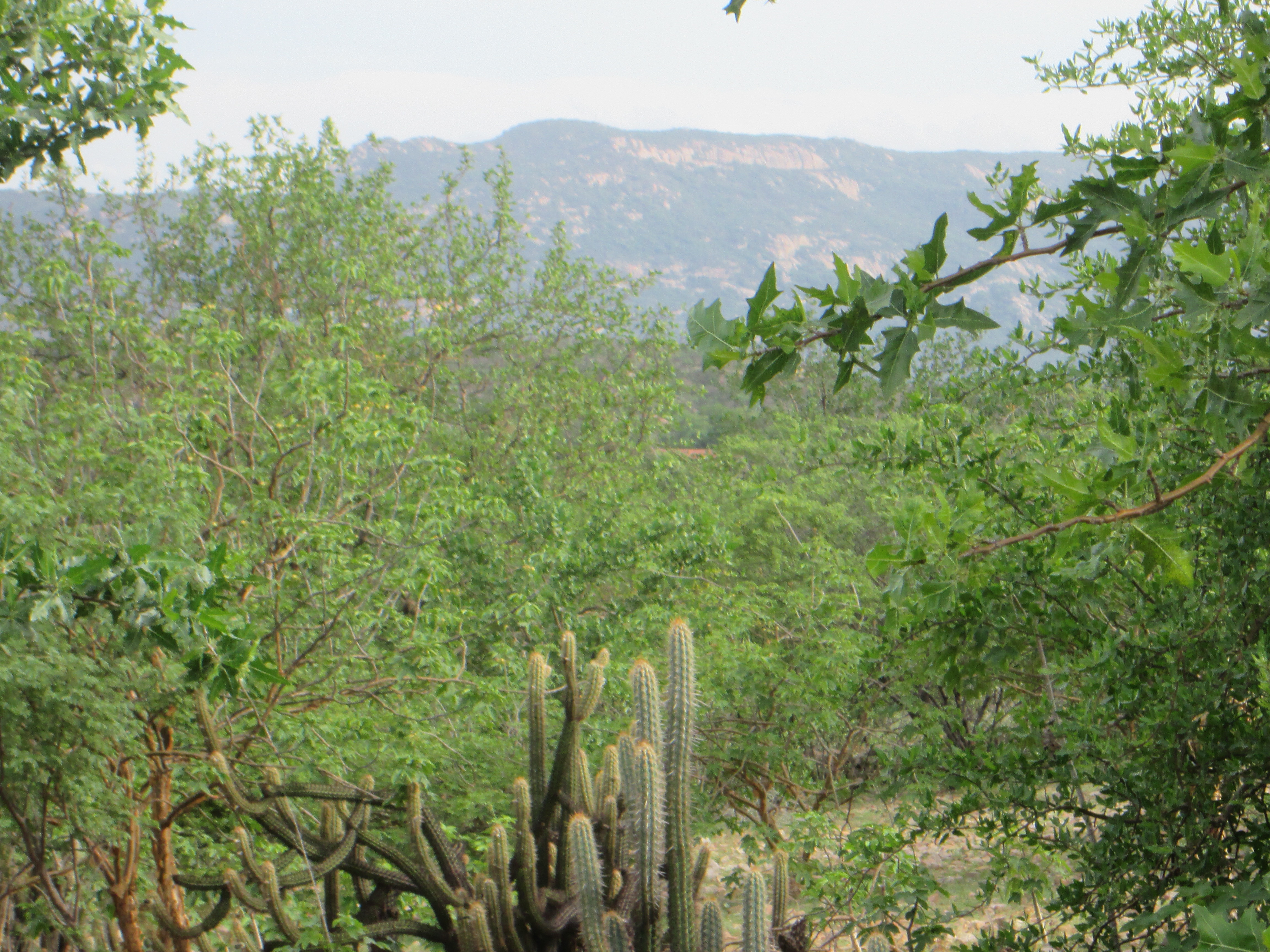
Caatinga

Ocupa quase 30% da vegetação do estado e está presente em 63 municípios, a caatinga está presente em locais que estão sob o clima Tropical Semiárido.

## Cerrado
Toma conta de mais de 47% do território do Piauí. Com presença forte nas regiões Sul e Norte do Estado. Sua formação vegetal é caracterizada pela presença de árvores de médio e pequeno porte, que em geral, possuem troncos retorcidos e cascas grossas.

## Mata dos Cocais
Situada na região Noroeste do Estado, próxima à divisa com o Maranhão, a Mata dos Cocais é considerada uma mata de transição entre a Floresta Amazônica e a Caatinga.